# Søren Christensen (rigsombudsmand)
 Der er flere personer med dette navn, se Søren Christensen.
Søren Christensen (født 31. oktober 1940 i Gentofte) var rigsombudsmand på Færøerne i perioden 1. august 2005 til 1. januar 2008. Han efterfulgte Birgit Kleis i embedet.
Christensen blev juridisk kandidat i 1968. Han har tidligere bl.a. været kommunaldirektør i Randers Kommune, departementschef i Finansministeriets Administrations- og Personaledepartement, samt statsamtmand for Københavns Statsamt, kommitteret i Udenrigsministeriet, samt generalsekretær for Nordisk Ministerråd. I 2006 blev han udnævnt til Kommandør af Dannebrogordenen.